# 543914 Tessedik
543914 Tessedik è un asteroide della fascia principale. Scoperto nel 2012, presenta un'orbita caratterizzata da un semiasse maggiore pari a 2,5168056 au e da un'eccentricità di 0,1314925, inclinata di 12,88751° rispetto all'eclittica.